# NGC 4991
NGC 4991 is een spiraalvormig sterrenstelsel in het sterrenbeeld Maagd. Het hemelobject werd op 30 april 1864 ontdekt door de Duitse astronoom Albert Marth.

## Synoniemen
- ZWG 44.13
- PGC 45604